# الاپلیت، بایبرت
الاپلیت، بایبرت (به لاتین: Alapelit, Bayburt) یک منطقهٔ مسکونی در ترکیه است که در استان بایبورت واقع شده‌است.

## خصوصیات
الاپلیت ۲۶۱ نفر جمعیت دارد.